# Cinelandia

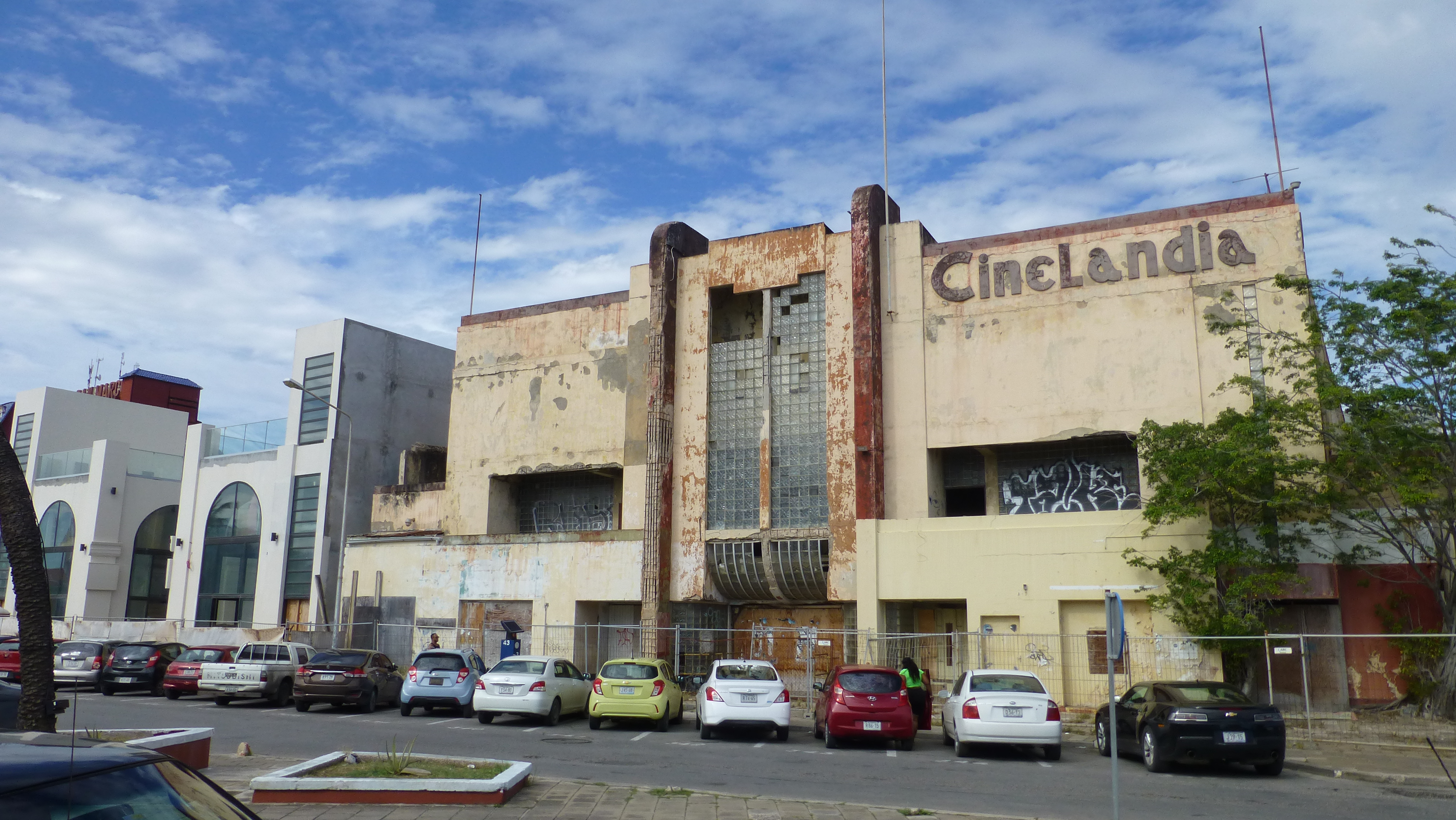
Cinelandia (februari 2022)

Cinelandia is een voormalig semi-openlucht filmtheater in de Curaçaose hoofdstad Willemstad. Het bouwwerk in de wijk Punda was de eerste bioscoop van Curaçao en is van belang voor de Curaçaose architectuurgeschiedenis. De voorgevel van Cinelandia heeft een beschermd status als het enige markante voorbeeld van art deco-architectuur in de binnenstad van Willemstad.

## Geschiedenis
Nadat de familie Moron “Salon Habana” aan het Hendrikplein te Pietermaai had overgenomen zette zij vanaf 2 april 1932 dit theater voort onder de naam Cinelandia. Salon Habana was de oudste bioscoop van Curaçao en werd in 1916 gebouwd in opdracht van Alfredo Pellicer. In oktober 1939 brandde het pand geheel uit. De herbouw werd opgedragen aan de architect Pieter van Stuivenberg. Naast Cinelandia had hij ook de opdracht voor het theater Westend aan het Brionplein te Otrobanda. Op 16 januari 1941 vond de opening van het nieuwe Cinelandia plaats en een maand later volgde de opening van Westend. Beide theaters werden opgetrokken in de art decostijl, die toentertijd al op zijn retour was. De bouwstijl van Cinelandia is niet zo uitbundig als Westend en haar afwerking is sober. Met de ronde vormen, houten deuren met panelen en glazen bouwstenen doet de voorgevel ook meer aan de Amsterdamse School denken.  In 1955 werd ook sierverlichting aan de voorgevel toegevoegd. Met het nieuwe gebouw werd Cinelandia de grootste bioscoop van de Caribische regio. Het aantal zitplaatsen was uitgebreid van 900 naar 2200: beneden ruim 1600 stoeltjes, boven 600 zetels met overal goed uitzicht op het doek. Bezoekers van de eerste rang konden kiezen, ofwel zachte leren verende stoelen, dan wel koele houten fauteuils. Naast filmvertoningen werden hier ook concerten en festivals gehouden. Met de intrede van videotheken begin jaren tachtig van de 20ste eeuw nam het bezoek geleidelijk af. Ondanks verbouwingen in 1983 en 1984 lukte het niet meer het bedrijf rendabel te maken en sloot het theater begin 1986 de deuren, wat leegstand van het gebouw tot gevolg had.

## Monument
Het gebouw is in particulier bezit en bevindt zich in een zodanige vervallen staat dat restauratie niet meer mogelijk is. Sedert 2008 is er ook sprake van instortingsgevaar. In 1992 bleek dat de eigenaar over wilde gaan tot sloop om op deze locatie de bouw van een winkelcentrum- en kantorencomplex te realiseren. In reactie hierop werd zowel op Curaçao als aan de TU Delft een handtekeningenactie voor plaatsing op de monumentenlijst opgezet. Niet alleen Cinelandia, maar ook het naastgelegen Graham-gebouw en Westend moesten behouden worden vanwege hun historische en architectonische waarde. De laatste twee gebouwen werden echter gesloopt. In 1997 en nogmaals in 2008 verkreeg Cinelandia een beschikking tot een beschermde status, waarna de eigenaar jarenlang in allerlei rechtszaken verwikkeld raakte. De beschikking werd beide keren vanwege onjuist gelopen procedures vernietigd. De voorgevel van Cinelandia is sinds 2011 een beschermd monument. Vanwege acuut instortingsgevaar werd de eigenaar in januari 2021 gesommeerd om binnen een maand het gebouw geheel te slopen. Hierop stapten de stichtingen Pro Monumento en DoCoMoMo naar de rechter, die hangende het kortgeding de  sommatiesloopbrief opschortte. Als belanghebbenden pleiten de stichtingen voor reconstructie van de monumentale voorgevel als voorwaarde voor een sloopvergunning.